# Peter, Paul and Mary (album)
Peter, Paul and Mary è un album discografico del 1962 dell'omonimo gruppo.

## Tracce
1. Early in the Morning (Paul Stookey)
2. 500 Miles (Hedy West)
3. Sorrow (Peter Yarrow e Paul Stookey)
4. This Train (Peter Yarrow)
5. Bamboo (Dave Van Ronk)
6. It's Raining (Paul Stookey)
7. If I Had My Way (Dave Van Ronk)
8. Cruel War (Peter Yarrow)
9. Lemon Tree (Will Holt)
10. If I Had a Hammer (Lee Hays e Pete Seeger)
11. Autumn to May (Peter Yarrow e Paul Stookey)
12. Where Have All the Flowers Gone? (Pete Seeger)

## Accoglienza
L'album ha venduto circa due milioni di copie ed è stato dichiarato disco d'oro.